# Harold Wilson (sportiv)
Harold Wilson (n. 1903, Washington⁠(d), Pennsylvania, SUA – d. 2 mai 1981, Beach Haven⁠(d), New Jersey, SUA) a fost un canotor ce a reprezentat Statele Unite ale Americii, medaliat olimpic. A participat la o ediție a Jocurilor Olimpice (1924) în care a câștigat o medalie de bronz.

## Participări
Lista de mai jos prezintă principalele competiții la care a participat Harold Wilson de-a lungul carierei.
- Jocurile Olimpice de vară din 1924[1][4]